# نوتوصوراوات
النوتوصوراوات (الاسم العلمي:†Nothosaurinae) هي أسرة منقرضة من الزواحف تتبع فصيلة النوتوصورات من  العظائيات الزعنفية.

## أجناس النوتوصوراوات
- النوتوصور